# Zorlovići
Zorlovići (en serbe cyrillique : Зорловићи) est un village du nord du Monténégro, dans la municipalité de Pljevlja.

## Démographie

### Évolution historique de la population
| 1948 | 1953 | 1961 | 1971 | 1981 | 1991 | 2003 |
| ---- | ---- | ---- | ---- | ---- | ---- | ---- |
| 125  | 172  | 151  | 137  | 90   | 44   | 28   |